# La Sentinella del Canavese
La Sentinella del Canavese è un periodico italiano fondato nel 1893 dal tipografo-editore Oreste Garda, la cui tipografia nel 1912 viene insignita della medaglia d'argento "per meriti industriali" dal Ministro dell'Agricoltura, Industria e Commercio.
Si occupa dell'informazione locale di Ivrea, del Canavese e della Bassa Valle d'Aosta.
Giornale liberale, prese posizione contro l'invasione di Tripoli.
La Sentinella del Canavese che è edito da GEDI Gruppo Editoriale, esce 4 volte alla settimana in edizione cartacea nelle edicole ed è presente anche con un'edizione on-line; la sede si trova ad Ivrea.
La Sentinella del Canavese ha fatto uscire alcuni numeri monografici, tra i quali lo speciale L'uomo che visse il futuro dedicato a Adriano Olivetti:; essendo Ivrea il punto di riferimento della Sentinella, infatti, l'ascesa dell'Olivetti e la trasformazione della piccola cittadina di provincia in capitale dell'informatica italiana diedero al giornale locale una visibilità e uno slancio di maggior respiro rispetto ad altri giornali locali, trattando non solo della vita politico amministrativa del Canavese ma anche di una realtà economica di livello europeo.